# Balfour Beatty Rail
Die Balfour Beatty Rail GmbH mit Sitz in München gehört zur Balfour-Beatty-Gruppe.

## Geschichte
Am Ende des Jahres 2000 wurde der Geschäftsbereich Fixed Installations der ABB Daimler Benz Transportation von Balfour Beatty übernommen und fortan als Balfour Beatty Rail GmbH, einem eigenständigen Bereich innerhalb der Balfour-Beatty-Rail-Gruppe, weitergeführt. ABB Daimler Benz Transportation entstand durch den Zusammenschluss der Bahnsparte der traditionsreichen Unternehmen ABB und AEG. Das Unternehmen war besser bekannt unter seinem Markennamen Adtranz.
Im Jahr 2002 wurde in Italien die ehemalige ABB SAE Sadelmi von der Balfour-Beatty-Rail-Gruppe übernommen und der Balfour Beatty Rail GmbH zugeordnet. Gegen Ende 2004 wurde dann das Geschäftsfeld Elektrotechnische Ausrüstung der ABB Gebäudetechnik von der Balfour-Beatty-Rail-Gruppe aufgekauft und ebenfalls in die Balfour Beatty Rail GmbH integriert. Dadurch erweiterte sich das Geschäftsfeld um die gesamte Bandbreite der elektrotechnischen Ausrüstung entlang der Strecke.
Ende August 2005 übernahm die Firma die Geschäfte des Staßfurter Signal- und Sicherungstechnikbetriebes Signalbau Bahn GmbH, kurz SBB. Die Erweiterung um die Signaltechnik sollte ein wichtiger Schritt hin zu einem führenden Anbieter komplexer Projekte der technischen Bahnausrüstung bezwecken. Die SBB firmiert seit Anfang 2006 als Balfour Beatty Rail Signal GmbH.
Im Jahre 2008 wurde die Schreck-Mieves GmbH in den Konzern integriert. Dadurch erhielt Balfour Beatty Rail auch eine Gleisbausparte und wurde zum Komplettanbieter für Bahninfrastrukturprojekte. Das Dortmunder Weichenwerk von Schreck-Mieves wurde 2013 geschlossen. 2014 wurde der Geschäftsbereich Gleisanlagen an die Rhomberg-Sersa-Gruppe verkauft. Im Oktober wurde die Rail Power Systems GmbH gegründet, in die der Geschäftsbereich Ausrüstung, d. h. die Bereiche Bahnelektrifizierung und Bahnenergieversorgung, transferiert wurden. Die Balfour Beatty Rail GmbH bleibt für die Fertigstellung strategischer Projekte weiterhin bestehen. Balfour Beatty Rail GmbH gehört weiterhin zur Balfour-Beatty-Rail-Gruppe in UK, London. 
Rail Power Systems GmbH gehört seit dem 31. August 2016 der Tianjin Keyvia Electric Ltd., Tianjin, VR China.

### Tätigkeiten
Balfour Beatty Rail war in den vergangenen Jahren an vielen bedeutenden Bahnbau-Projekten in Deutschland beteiligt, so unter anderem als Generalunternehmer für die Technische Ausrüstung der Schnellfahrstrecke Nürnberg–Ingolstadt und der Nord-Süd-Verbindung einschließlich des Berliner Hauptbahnhofes. Das Unternehmen hat die Bahnstrecke Hamburg–Lübeck-Travemünde und den Skandinavienkai elektrifiziert und war ebenfalls am Bau der Schienenanbindung des Flughafens Berlin Brandenburg beteiligt. Für Deutschlands drittlängsten Eisenbahntunnel – den Katzenbergtunnel – übernahm Balfour Beatty Rail neben der Planung und dem Bau der Oberleitungsanlagen und der 50-Hz-Tunnelsicherheitsausrüstung auch das Verlegen der Langschienen. Der Tunnel wurde am 9. Dezember 2012 in Betrieb genommen. Im Rahmen der Bietergemeinschaft „Transtec Gotthard“ ist Balfour Beatty Rail verantwortlicher Partner für die Bahntechnik im Gotthard-Basistunnel.